# Bandar-log
(Kaa riferendosi al Bandar-log.)
Bandar-log (in hindi बन्दर-लोग) è il termine usato per descrivere il popolo delle scimmie nei racconti de Il libro della giungla di Rudyard Kipling. In hindi Bandar significa "scimmia" e log significa "gente".
Molto probabilmente trattandosi di entelli, il Bandar-log viene rappresentato come i paria della giungla del Seeonee: non hanno né un capo, né una lingua propria, e parlano con un gergo composto da parole rubate. L'orso Baloo lo descrive come un popolo anarchico privo di legge, i cui membri si vantano essere i migliori della giungla, pur essendo incapaci sia di ricordare, che di formulare progetti favorevoli al gruppo. Il loro desiderio più grande è puramente edonistico, ossia essere notati dagli altri abitanti della giungla, quindi, per reazione, questi si sforzano di ignorarli.
Alcuni autori hanno interpretato la società anarchica del Bandar-log come parodia della democrazia e come l'antitesi dell'ordine rappresentata dal Popolo Libero. Antonio Gramsci paragonò il Bandar-log con la piccola borghesia italiana, «il quale crede di essere superiore a tutti gli altri popoli della jungla, di possedere tutta l'intelligenza, tutta l'intuizione storica, tutto lo spirito rivoluzionario, tutta la sapienza di governo, ecc., ecc.». Il compositore Charles Koechlin, nel 1939, compose il poema sinfonico, Les Bandar-log, scherzo des singes, quale metafora musicale: le scimmie infatti, stupide, senza idee o direzione, divengono metafora di alcune novità musicali del tempo.

## Storia
Ne La caccia di Kaa, secondo racconto de Il libro della giungla, la severità di Baloo nell'insegnare la Legge della Giungla spinge Mowgli ad interagire con le bandar, che promettono di eleggerlo loro capo. Una volta rivelato questo a Baloo e Bagheera, questi ultimi lo rimproverano, spiegando che le bandar non hanno un capo, e che il loro modo di vivere è l'antitesi di tutto ciò che Mowgli ha imparato. Mowgli viene successivamente rapito dalle scimmie, che lo trasportano alle Tane Fredde, in realtà la Forte Chittor. Durante il viaggio, Mowgli s'imbatte nell'avvoltoio Chil, supplicandolo di avvertire Baloo e Bagheera. Mentre aspetta i suoi amici, Mowgli tenta di insegnare alle scimmie come costruire le capanne, ma le scimmie presto perdono interesse e lo annoiano con discorsi su quanto siano superiori agli altri animali della giungla. Quando infine giungono Baloo e Bagheera, le scimmie gettano Mowgli in un rudere pieno di cobra, e attaccano i due, costringendo il solitamente fiero ed impavido Bagheera a tuffarsi in una cisterna e invocare aiuto. Interviene all'ultimo momento il pitone Kaa, l'unico animale che le bandar temono, che inizia, tramite la sua forza ipnotica, la Danza della Fame, incitando le scimmie a dirigersi verso di lui e divorandole.
Ne L'ankus del re, ne, Il secondo libro della giungla, Mowgli e Kaa tornano alle Tane Fredde per incontrare il Cobra bianco, senza però venire molestati dalle bandar, che ormai li temono.

## Figura nello scautismo
(Bandar-log)
Il Bandar-log ha un ruolo fondamentale nella morale per tipi utilizzata nello scautismo, in quanto rappresenta tutti coloro che non rispettano la legge e non sono in grado di controllarsi, con le conseguenze negative mostrate. Il racconto La caccia di Kaa viene di solito utilizzato all'inizio dell'anno dai capi dei lupetti per introdurre ai bambini il concetto di "legge". Per questi motivi i capi dei lupetti non possono ovviamente impersonare le scimmie come capi.

## Altri media
- Nel film di animazione della Disney, Il libro della giungla (1967), le bandar sono guidate da un orango, Re Luigi, che, per conoscere il segreto del fuoco, decide di rapire Mowgli. 
Certi autori che vedono in questo film un commentario sociale degli Stati Uniti degli Anni Sessanta notano come le scimmie, che ballano il jazz, parlano nello slang hipster e cantano in stile scat, siano praticamente caricature contemporanee degli afroamericani.[7] Nel remake del 2016 le bandar sono nuovamente guidate da Luigi (chiamato Louis anche nel doppiaggio italiano), in questa versione reinterpretato come un Gigantopithecus.

- Le Bandar-log appaiono anche nella serie animata Il libro della giungla (Jungle Book Shōnen Mowgli) del 1989. Anche in questa serie sono guidate da un capo, una scimmia albina di nome Logu.